# Słoptów
Słoptów – wieś sołecka w Polsce położona w województwie świętokrzyskim, w powiecie opatowskim, w gminie Lipnik.
| SIMC    | Nazwa   | Rodzaj    |
| ------- | ------- | --------- |
| 0797470 | Helenów | część wsi |

W latach 1975–1998 miejscowość administracyjnie należała do województwa tarnobrzeskiego.